# 예방의학
예방의학(豫防醫學, 영어: preventive healthcare 또는 prophylaxis)은 개인 또는 특정 인구집단의 건강과 안녕(well-being)을 보호, 유지, 증진하고 질병의 발생 · 경과 · 평가 · 성쇠와 그것에 영향을 미치는 원인을 연구하여 장애와 조기 사망을 예방하는 것을 전문으로 하는 의학의 한 분야이다. 질병과 장애는 환경 요인, 유전적 소인, 질병 인자, 생활 방식 선택에 의해 영향을 받으며, 개인이 영향을 받았다는 사실을 깨닫기도 전에 시작되는 역동적인 과정이다. 질병 예방은 1차, 1차, 2차, 3차 예방으로 분류될 수 있는 예상 조치에 의존한다.
매년 수백만 명의 사람들이 예방 가능한 사망으로 사망한다. 2004년 연구에 따르면 2000년 미국 전체 사망자의 약 절반이 예방 가능한 행동과 노출로 인한 것으로 나타났다. 주요 원인에는 심혈관 질환, 만성 호흡기 질환, 의도하지 않은 부상, 당뇨병 및 특정 전염병이 포함된다. 동일한 연구에서는 미국에서 열악한 식습관과 앉아서 생활하는 생활 방식으로 인해 매년 400,000명이 사망하는 것으로 추산된다. 세계보건기구(WHO)의 추정에 따르면 2011년 전 세계적으로 약 5,500만 명이 사망했으며, 이 중 3분의 2는 암, 당뇨병, 만성 심혈관 및 폐 질환을 포함한 비전염성 질환으로 사망했다. 이는 2000년에 사망의 60%가 이러한 질병에 기인한 것에 비해 증가한 수치이다.
만성 질환의 유병률과 이러한 질환으로 인한 사망이 전 세계적으로 증가하고 있다는 점을 고려할 때 예방 의료는 특히 중요하다. 질병을 예방하는 방법에는 여러 가지가 있다. 그 중 하나가 정보제공을 통한 청소년 흡연 예방이다. 성인과 어린이는 건강하다고 느끼더라도 정기적인 검진을 위해 의사를 방문하고, 질병 검진을 실시하고, 질병의 위험 요인을 식별하고, 건강하고 균형 잡힌 생활 방식을 위한 조언을 논의하고, 최신 예방접종을 받는 것을 목표로 하는 것이 좋다. 및 부스터를 제공하고 의료 서비스 제공자와 좋은 관계를 유지한다. 소아과에서 일차 예방의 몇 가지 일반적인 예는 화상을 피하기 위해 부모에게 집에 있는 온수기의 온도를 낮추도록 권장하고, 어린이에게 자전거 헬멧을 착용하도록 권장하고, 공기 질 지수(AQI)를 사용하여 확인하도록 제안하는 것이다. 일부 일반적인 질병 검진에는 고혈압, 고혈당증(고혈당, 당뇨병의 위험 인자), 고콜레스테롤혈증(고혈중 콜레스테롤), 대장암, 우울증, HIV 및 기타 일반적인 유형의 성병에 대한 검진이 포함된다. 유전자 검사는 유전적 장애나 유방암이나 난소암과 같은 특정 질병의 소인을 유발하는 돌연변이를 선별하기 위해 수행될 수도 있다. 그러나 이러한 조치는 모든 개인에게 적합하지 않으며 예방 의료의 비용 효율성은 여전히 논쟁의 주제이다.

## 내용
예방의학의 내용은 일반 의사에게 공통적으로 필요한 기초 및 임상의학적 지식과 기술 외에 통계학, 역학, 보건행정과 관리의 지식과 기술을 포함한다. 예방의학은 통계학과 역학적 연구방법론을 이용하여 인구집단을 대상으로 질병의 원인 또는 질병 발생의 위험요인과 질병의 자연사를 구명(究明)하고, 건강에 영향을 미치는 사회·문화적 요인과 행동양상을 평가하고, 새로운 치료법과 보건사업을 평가하는데 활용한다. 이러한 예방의학의 연구결과를 이용하여 보건정책의 개발, 보건사업의 기획, 건강을 해치는 환경적 요인의 예방과 조절, 건강과 안전을 해치는 직업적 요인의 예방과 조절을 하는 보건행정과 관리를 한다. 또한 개인, 가족, 또는 인구집단을 대상으로 건강을 증진하고 질병과 손상의 발생, 진행 그리고 장해유발을 예방하는 임상 예방의학적 서비스를 제공하기도 한다. 또 예방의학은 모든 분야의 임상의사가 환자를 진료할 때 예방의학적 연구결과를 활용해야 하며, 보건교육, 예방접종 등 필요한 예방적 의료서비스를 제공해야 하고, 이러한 예방적 의료서비스를 많이 제공하는 것이 양질의 의료서비스로 간주된다

## 같이 보기
- 후성유전학
- 정신 질환
- 공중보건
- 노출전 예방요법
- 일차보건의료
- 아픈 건물 증후군